# ميخائيل إدر
ميخائيل إدر هو متزحلق جبال الألب ألماني، ولد في 23 مايو 1961 في بيرتشسغادن في ألمانيا.

## وصلات خارجية
- ميخائيل إدر على موقع الاتحاد الدولي للتزلج (التزلج على المنحدرات الثلجية) (الإنجليزية)
- ميخائيل إدر على موقع اللجنة الأولمبية الدولية (الإنجليزية)
- ميخائيل إدر على موقع أوليمبيديا (الإنجليزية)